# Зигмунд Штоєрман
Зигмунд Штоєрман або Зигмунд Штоєрманн (5 лютого 1899, Самбір, Австро-Угорщина — грудень 1941 або 1943, Львів, Генеральна губернія, Третій Рейх) — польський футболіст єврейського походження, один з найвідоміших гравців в історії львівської команди «Гасмонея». Жертва голокосту.

## Біографія
Народився і виріс у Самборі (Королівство Галичини та Володимирії), був четвертою і наймолодшою дитиною у родині. Його батько був юристом і певний час виконував обов'язки міського голови. З дванадцяти років займався у місцевій команді «Корона». Під час Першої світової війни мешкав у Відні, відвідував спортивні секції у клубах «Герштоф», «Германія» і «Аматоре». Після утворення незалежної польської держави повернувся у рідне місто, а 1921 року переїхав до Львова, де захищав кольори «Гасмонеї». Команда єврейської громади Львова 1928 року дебютувала у вищій лізі польського футболу (11-е місце), але наступного сезону не змогла підтвердити своє бажання перебувати у когорті найсильніших (13-е місце). 1929 року, у складі столичної «Легії», забив вісім голів у 17 лігових матчах (4-е місце). В подальшому виступав за «Гасмонею» і «Корону», а за радянської влади — за самбірське «Динамо».
12 вересня 1926 року дебютував у складі національної збірної. На гру проти Туреччини, яка проходила у Львові, Тадеуш Синовець запросив до складу збірної Польщі переважно місцевих футболістів (чотирьох з «Погоні» і трьох з «Гасмонеї»). У першому таймі господарі відзначилися двома голами, а у другій половині гри Зигмунд Штоєрман зробив хет-трик (на 50-й, 68-й і 71-й хвилинах) і став першим гравцем, якому вдалося у дебютному матчі забити у ворота суперників три м'ячі. Повторити це досягнення вдалося лише Юзефу Корбасу (1937 року у матчі з болгарами). Вдруге зіграв за національну команду 10 червня 1928 року, наприкінці першого тайму замінив Юзефа Наврота з варшавської «Легії». Матч проти команди США завершився внічию, а за господарів забивали лише львів'яни — Вацлав Кухар (2) і Зигмунд Штоєрман (з пенальті).
Під час німецької окупації був переміщений до Львівського гетто, де і загинув. Точна дата смерті невідома, існують дві версії: грудень 1941 року або 1943 рік.
Його сестра Соломія — відома австрійська актриса і сценарист. Однією з найбільш відомих її робіт є участь у створенні кінострічки «Анна Кареніна» (1935). Через американського посла у Москві Лоуренса Штейнгардта намагалася вивезти брата з Радянського Союзу, але не отримала відповідного дозволу. Дружина сценариста і кінорежисера Бертольда Фіртеля.
Його старший брат Едуард — австрійський і американський піаніст. Навчався у Вілема Курца, Ферруччо Бузоні і Арнольда Шенберга. Найбільш відомий виконанням творів Людвіга Бетховена. Працював викладачем у Відні, Дармштадті і Джульярдській школі (Нью-Йорк).

## Статистика
Статистика клубних виступів:
- 1920-1921: «Корона» (Самбір)
- 1921: «Хакоах» (Стрий)
- 1920-1921: ЖКС (Львів)
- 1922-1923: «Корона» (Самбір)
- 1923-1932: «Гасмонея» (Львів) — 43 матчі, 39 голів
- 1929: «Легія» (Варшава) — 17 матчів, 8 голів
- 1930-1932: «Гасмонея» (Львів)
- 1932-1939: «Корона» (Самбір)
- 1940-1941: «Динамо» (Самбір)